# Sarracenia formosa
Sarracenia formosa är en flugtrumpetväxtart som beskrevs av Hort. Veitch. Sarracenia formosa ingår i släktet flugtrumpeter, och familjen flugtrumpetväxter. Inga underarter finns listade i Catalogue of Life.